# John Russell Hind
| Odkryte planetoidy: 10 | Odkryte planetoidy: 10 |
| ---------------------- | ---------------------- |
| (7) Iris               | 13 sierpnia 1847       |
| (8) Flora              | 18 października 1847   |
| (12) Victoria          | 13 września 1850       |
| (14) Irene             | 19 maja 1851           |
| (18) Melpomene         | 24 czerwca 1852        |
| (19) Fortuna           | 22 sierpnia 1852       |
| (22) Kalliope          | 16 października 1852   |
| (23) Thalia            | 15 grudnia 1852        |
| (27) Euterpe           | 8 października 1853    |
| (30) Urania            | 22 lipca 1854          |

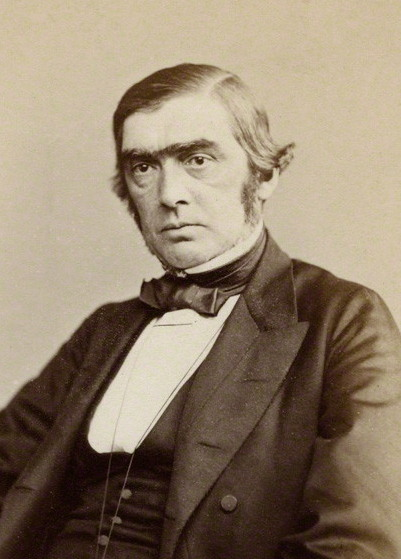
John Russell Hind

John Russell Hind (ur. 12 maja 1823 w Nottingham, zm. 23 grudnia 1895 w Twickenham) – brytyjski astronom.
W latach 1840–1844 pracował w Królewskim Obserwatorium Astronomicznym w Greenwich, a w latach 1844–1854 w prywatnym obserwatorium George’a Bishopa. W latach 1853–1891 był superintendentem w Biurze Almanachu Nawigacyjnego Jej Królewskiej Mości. Od 1863 roku był członkiem Royal Society. W latach 1880–1882 był prezydentem Królewskiego Towarzystwa Astronomicznego.

## Odkrycia
Odkrył 10 planetoid, trzy komety oraz cztery obiekty, które znalazły się później w New General Catalogue – mgławicę NGC 1555, galaktykę NGC 4125 oraz gromady kuliste NGC 6535 i NGC 6760.
W roku 1847 Hind odkrył gwiazdę zmienną R Leporis, w 1848 nową klasyczną w gwiazdozbiorze Wężownika (Nova Ophiuchi 1848), w 1852 gwiazdę zmienną T Tauri, a w 1856 pierwszą nową karłowatą, U Geminorum w gwiazdozbiorze Bliźniąt.

## Nagrody i wyróżnienia
- W 1853 otrzymał Złoty Medal Królewskiego Towarzystwa Astronomicznego[5].
- Na jego cześć nazwano:
  - planetoidę (1897) Hind[1],
  - krater księżycowy Hind[6].